# Hafsa Bint Hamdun
Hafsa Bint Hamdun al-Hiyariya (en árabe حفصة بنت حمدون; c siglo X) fue una poetisa árabe andalusí.

## Biografía[1]
Hafsa Bint Hamdun nació en Guadalajara. Según sus biógrafos era una sabia, literata y poetisa. Se cree que tenía una buena posición social debido a que se conserva algún poema escrito a sus esclavos, en los que expresa su desagrado ante las actitudes de estos.

## Obra
De su obra poética no se conservan más que cuatro fragmentos, a pesar de sus biógrafos dice que tenía mucha poesía.
Uno de estos poemas dice así:
Cree el generoso que la vida es amable
y que el fluir de sus favores
alcanza a todas las criaturas;
tiene un carácter suave como el vino
después de que se mezcla, y su belleza,
¡no hay nada más amable desde que fue creado!,
su rostro, como el sol, con su hermosura
atrae los ojos y los ciega
por el respeto intenso que despierta (Trad. T. Garulo)
En otro poema dice:
Tengo un amante a quien no gusta hacer reproches
y, cuando lo dejé, de orgullo se llenó y me dijo:
¿Has visto a alguien semejante a mí?
Y yo también le he preguntado:
¿Y has encontrado tú quien me haga sombra (trad. T. Garulo)